# Synagoge (Tschernyschewskoje)

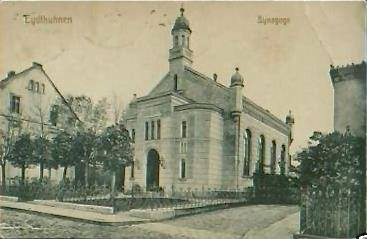
Ansichtskarte mit der Synagoge in Eydtkuhnen

Die Synagoge in Tschernyschewskoje (deutsch Eydtkuhnen bzw. 1938–45 Eydtkau), einem Ort in der Oblast Kaliningrad in Russland, wurde 1870 errichtet. Die Synagoge befand sich am Kirchplatz, etwa 50 m nordöstlich der heutigen Ruine der evangelischen Kirche.
Die Synagoge wurde beim Novemberpogrom 1938 durch einen Brandanschlag zerstört.